# اندیس نظر آباد
نظر آباد یک اندیس فلزی است که در حوالی شهر رفسنجان استان کرمان قرار دارد و مادهٔ معدنی موجود در آن، طلا است.سنگ میزبان این اندیس ولکانیکهای ائوسن. پیروکلاستیکهای داسیتی و تراورتن. است و دیرینگی آن به دوران ائوسن می‌رسد. در این اندیس، پاراژنز‌های طلا، هماتیت، مالاکیت، کریزوکولا. یافت می‌شوند.